# A kutya háziasításának története

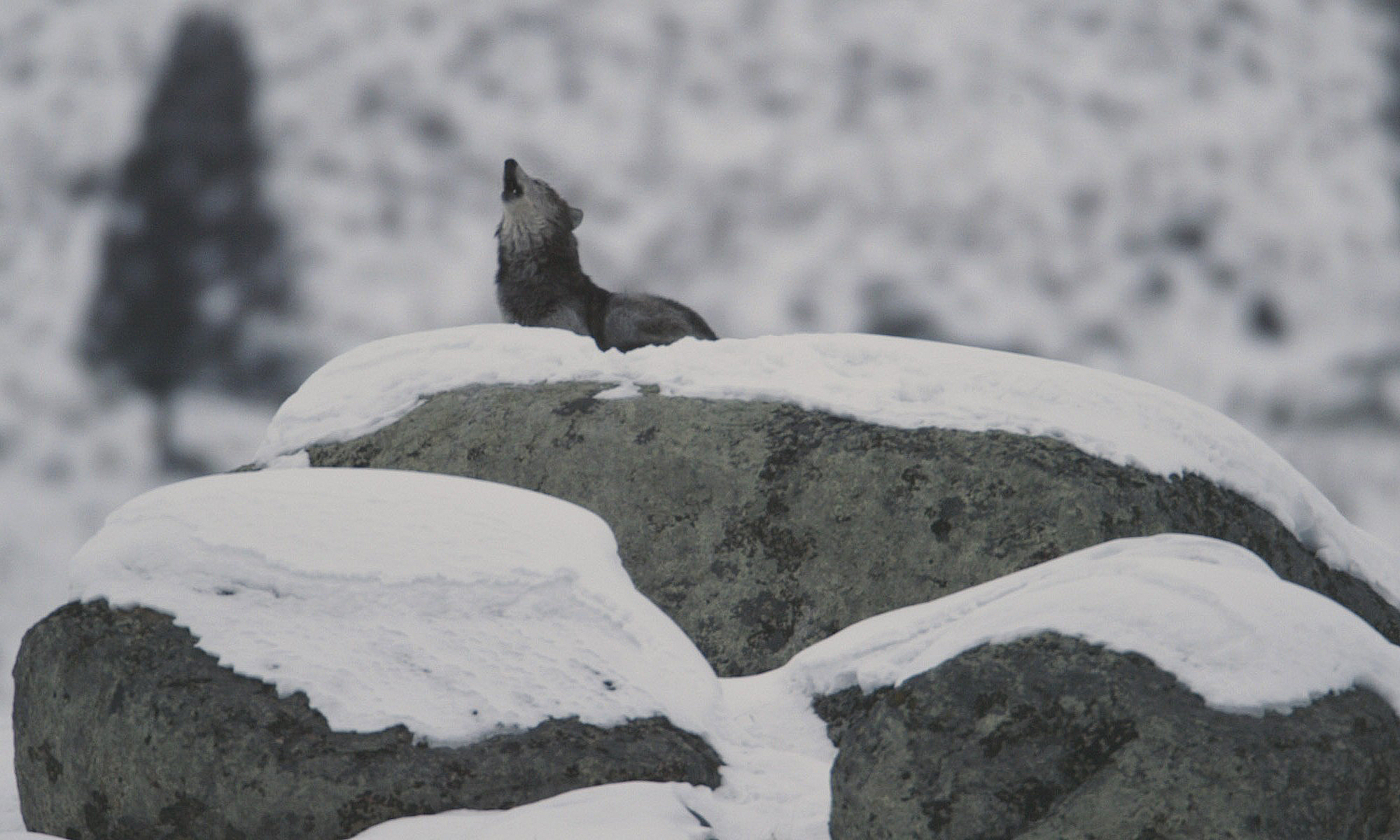
a kutya őse

A kutya a farkas egy mára már kihalt alfajának háziasításával (domesztikációjával) jött létre, amint azt mitokondriális DNS-adatok is bizonyítják. A háziasítás kezdetének időpontját tudományos viták övezik, de általában 10 000–100 000 évvel ezelőttre teszik, azonban a háziasítás kezdeteiről semmilyen dokumentum sem maradt fent, ezért csak feltételezésekre hagyatkozhatunk. A németországi Oberkassel környékén feltártak egy hozzávetőleg 33 ezer éves kutya állkapcsot, amely a legkorábbi ismert háziasított állat maradványa lehet, illetve Szibériában egy koponyát. A két lelet azt a feltételezést támasztja alá, hogy a domesztikáció egyszerre több helyen ment végbe. A már egyértelműen háziasított kutya legrégebbi, 12000 éves csontmaradványait az iraki Palegawra-barlangban találták.
Létezik olyan vélemény is, hogy a kutyák az emberrel együtt jelentek meg hozzávetőleg 125 ezer évvel ezelőtt. Ennek a véleménynek azonban ellentmond, hogy olyan vadkutyát nem találtak, amely nem elvadult volna, hanem háziasítás előtti állapotban lenne. A legtöbb lelet Izraelből és Palesztina területéről származik, ami a kutya délnyugat-ázsiai eredetét látszik igazolni. A koponyaszerkezet alapján viszont a kelet-ázsiai kialakulás és a kínai farkastól való származás is lehetséges. A mitokondriális DNS-vizsgálatok alapján is a kelet-ázsiai teória a valószínűbb, ugyanis innen származtak a legváltozatosabb minták. Viszont mára már bizonyos, hogy a kutya kizárólagos őse a farkas. Konrad Lorenz egy ideig bizonyos kutyaféléknek más őst, az aranysakált tulajdonította, de később visszavonta elméletét. A kutyafajták közötti genetikai variáció nem kisebb, mint a farkasok és a kutyák közötti (0,2%).
A vadkutyák vagy farkasok illetve az emberek vadászati stratégiája valószínűleg nagyon hasonló lehetett, azonban az eltérő fizikai adottságok nem vetélytársakká, hanem szövetségessé tették őket. Ennyi idő után nehéz megmondani, mi lehetett az első lépés a két faj együttműködésében, de talán valahogy úgy kezdődhetett a dolog, hogy a tűz mellett ülő ember a körülötte bóklászó farkashoz nem követ vágott, hanem egy lerágott csontot dobott neki. Lehet, hogy eleinte nem is vadásztársat, hanem egyszerű élelem- és prémforrást látott a farkasokban.
A régészeti leletek alapján valószínűsíthető, hogy a kutyákkal vadászó ember könnyebben ejtett el nagytestű állatokat, illetve az elejtett prédát sikeresebben védhette meg egyéb ragadozókkal szemben, így kisebb energiabefektetést jelentett számára az élelem megszerzése, amely a szaporodási ráta emelkedéséhez vezethetett.

## A domesztikáció szakaszai
- kb. 15 000 éve: általánosan, farkasfajtától különböző módon az ember közelében élő állatokban csökken az ember iránti agresszió.
- kb. 14–15 000 éve: az ember letelepedett életmódot alakít ki, ezzel párhuzamosan elkezdődik a farkasfélék irtása, így nő a falkák szaporodási izolációja, kialakulnak helyi változatok.
- Kr. u. 1. század: Columella olyan kutyák tenyésztését javasolja, melyek megjelenési formája eltér a farkasétól (pl. a pásztorkutya legyen fehér, a juhászkutya legyen fekete)
- 19. század vége: a tudatos, fajta szerint szelektált kutyatenyésztés kezdete (1873: az első ebtenyésztő egyesület Nagy-Britanniában) különböző, de hasonló karakterű egyedek).

A háziasítás során az ember a kutyákkal szemben nagyon szigorú szelekciót alkalmazott, ezért a kutya viselkedése néhány fontos vonásában eltér a farkasétól. A kutyákban jelentősen nagyobb az együttműködési készség az emberrel, elfogadja az ember irányítását. Eltűnt a farkasoknál szigorú élelembirtoklás. Amíg egy farkaskölyök ína szakadtáig védi a falatot, amit megszerzett, egy kutyakölyöktől a gazdája könnyedén el tudja venni azt.
A társasági kutyák kivételével az összes kutyafajta munkára lett kitenyésztve, szigorú szelekcióval, amit az állat tartásakor figyelembe kell venni.

## A kutya háziasításával kapcsolatos kísérletek

### Beljajev-kísérlet
A Beljajev-kísérlet során kutyák háziasításával kapcsolatban rókákkal végeztek kísérleteket. Kiválasztottak néhány hím és nőstény rókát, és az emberrel barátságosabbakat tenyésztették tovább (ez volt az egyetlen szelekciós szempont). Néhány generáció után egyre több kutyára jellemző viselkedési és külső jegy jelent meg a populációban.

### Az ELTE kísérletei
Az ELTE munkatársai 2001 és 2003 között 13 farkas- és 11 kutyakölyköt neveltek fel családi körülmények között. A kísérletet Horkai Zoltán szelídített farkasai ihlették (bár korábban már A kőszívű ember fiai című film forgatásához is szelídítettek farkaskölyköket).
A farkaskölyköket az önként vállalkozók saját otthonukban nevelték, 5 napos koruktól kezdve napi 20-22 órát töltve együtt (ide értve az együttalvást is). A program folyamán a kölykök részt vettek a nevelőik összes napi programjában.
Egy 2017-ben publikált kísérlet során, a 2001.es kísérlethez hasonlóan farkasokat neveltek fel, oly módon, hogy azok részt vettek a nevelőjük minden napi tevékenységében. Azt tapasztalták, hogy stresszes helyzetben 16 hetesen nem mutattak kötődési reakciókat a nevelőjük felé, azonban saját területen (nyugodt körülmények között) még felnőtt korban is kimutatható volt a kötődés.

### A Wolf Science Center-ben zajló kísérlet
A Bécsi Egyetem és a bécsi Állatorvosi Egyetem Virányi Zsófia vezetésével a Wolf Science Center-ben 2008-óta tart 14 farkast és 13 kutyát, a farkaséhoz hasonló falkakörülmények között. A kutatás célja a farkasok és kutyák közösségi viselkedésének összehasonlítása, amikor az ember nem veszi át a vezető szerepét.